# Breasta (gmina)
Breasta – gmina w Rumunii, w okręgu Dolj. Obejmuje miejscowości Breasta, Cotu, Crovna, Făget, Obedin, Roșieni i Valea Lungului. W 2011 roku liczyła 3906 mieszkańców.